# Биар, Люсьен
Люсьен Биар (фр. Lucien Biart; 21 июня 1829, Версаль — 18 марта 1897) — французский писатель-натуралист, поэт и путешественник.

## Биография
Изучал естествознание и фармацевтику и в молодом возрасте отправился в Латинскую Америку, где первоначально преподавал в Мексике химию и ботанику, работал фармацевтом в Оризабе, сотрудничал с научной комиссией Мексики; много путешествовал по стране, изучая её природу и быт и культуру индейских народов. В Америке он собрал богатые коллекции птиц и насекомых для французских ботанических садов, получил степень доктора медицины в Академии Пуэблы и возвратился во Францию после почти 20-летнего отсутствия.
Наряду с описаниями мексиканской и южноамериканской жизни и природы: «La Terre chaude» (1862), «La Terre tempéré» (1866), «Aventures d’un jeune naturaliste» (1869), «A travers l’Amérique» (1876, отмечено наградой Французской академии), «Les voyages involontaires» (1880—1883), «Les explorations inconnues» (1882—1884), «Les Aztèques» (1885) и другими — издал также сборники стихов: «Les Mexicaines» (1853), «Présent et Passé» (1859) и ряд романов: «Benito Vasquez» (1869); «Pile et face» (1870); «Laborde et C-ie» (1872); «Les Clientes du docteur Bernagius» (1873); «L’eau dormante» (1875); «Mémoires du docteur Bernagius» (1880); «Les ailes brûlées» (1881); «Jeanne de Maurice» (1882); «Quand j‘étais petit» (1886; воспоминания о детских годах).
Многие сочинения Биара были переведены на русский язык; особенной популярностью пользовались «Приключения молодого натуралиста» в переводе Марка Вовчка (1872). С 1871 по 1873 год он писал драмы-фельетоны для France; ему также принадлежит перевод на французский язык «Дон Кихота» (1878, 4 тома, 18 частей), длинное предисловие для которого, оставшееся, однако, неизданным, написал Проспер Мериме.